# 業鏡
業鏡，又稱孽鏡，是佛教、道教信仰中地府的鏡子，可照出死者所昔日造業，當神靈如東嶽大帝、酆都大帝、十殿閻君審判死者時，細數其罪過，死者畏懼於地獄之苦，必然抵賴，而神靈就會出示此鏡，照映出該死者當時造惡的模樣。

## 簡介

### 佛家典故
含攝諸多說一切有部教理的《正法念處經》認為帝釋天持有此鏡，可映出天人行為之種種業果。而後逐漸演變為地府映照亡者生前善惡的鏡子。
《佛學大辭典》：「淨玻璃鏡，物名，所謂業鏡是也，在閻魔廳，罪人一生惡業之事實悉現前，令當人見之。此淨玻璃鏡之名，出於偽造之《十王經》，不足取。謂之業鏡，又稱火珠，以顯現罪業之說，則經論有明據。」（火珠、業鏡非同物，原文是指具有同樣功能，都能披露宿業，此處為丁福保之誤讀）
《楞嚴經》：「如是故有鑒見照燭，如於日中不能藏影。故有惡友、業鏡、火珠，披露宿業，對驗諸事。」藏傳佛教蓮華生大師《中有教授聽聞解脫密法》：「司命鬼王將謂汝曰：『吾此業鏡，可以鑒照。』彼言已，即觀業鏡。彼業鏡中，凡善惡業，無不照現，朗然無逃。故汝縱謊言，亦毫無濟於事。」

### 中國典故
《西京雜記》說：中國史自古有這樣的傳說，秦始皇獲得寶鏡一面，可照出人心跳的快慢，相當於測謊機，是為「秦鑒」或「秦鏡」，秦始皇用以照耀宮女，避免自己被刺殺，到後來曾被劉邦取得，劉邦把這些寶物封存，交給項羽，項羽將寶物帶回西楚之後，就不知去向了。
道教的《地府十王拔度儀》：「冥府第五宮最聖耀靈真君，世人所謂閻羅大王，乃北陰天君之上佐，諸大地獄之總司，號同九幽，位齊五斗。亡人五七，當至此宮，業鏡現形，隨緣報對。」
清代紀曉嵐《閱微草堂筆記》：「佛以孽海洪波，沉淪不返，無間地獄，已不能容，乃牒下閻羅，欲移此獄囚充彼噉噬，彼腹得果，可免荼毒生靈。十王共議，以民命所關，無如守令，造福最易，造禍亦深，惟是種種冤愆，多非自作，冥司業鏡，罪有攸歸。」

## 外部連結
- 【姜守誠】中國古代的“業鏡”觀念 （页面存档备份，存于）